# Ronnie Earl

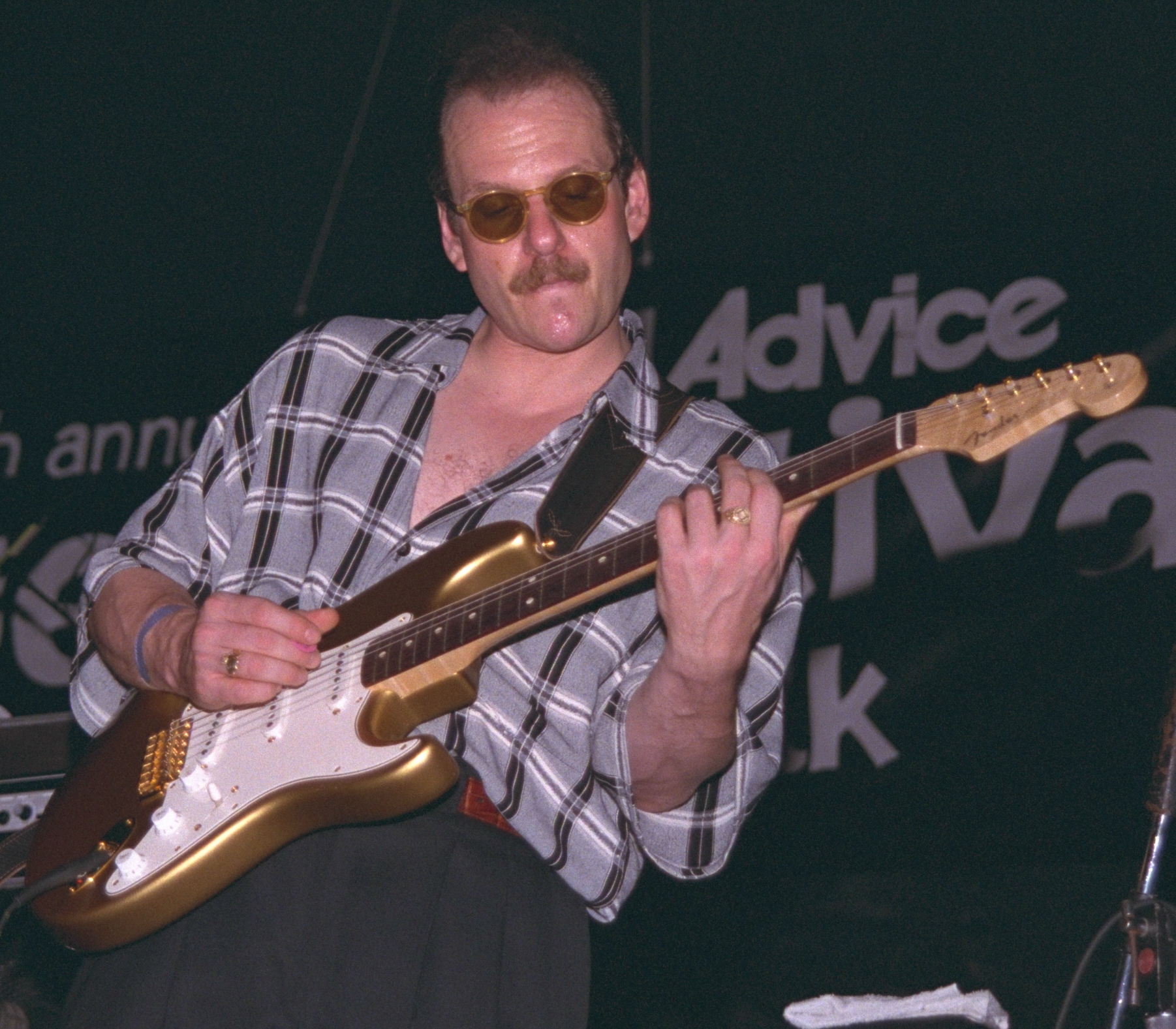
Ronnie Earl (1996)

Ronnie Earl (* 10. März 1953 in New York City; eigentlich Ronald Horvath) ist ein US-amerikanischer Blues-Gitarrist.

## Leben
Earl studierte an der Boston University, wo er sich für die lokale Blues-Szene begeisterte. Er wurde Mitglied einer Band in Cambridge, Massachusetts, und nahm den Künstlernamen Earl an, zu Ehren seines Vorbilds Earl Hooker.
1977 machte er erste Aufnahmen, zunächst mit Guitar Johnny & the Rhythm Rockers, dann als Gründungsmitglied von Sugar Ray & the Bluetones mit Sugar Ray Norcia. 1979 kam er zur Band Roomful of Blues, bei denen er acht Jahre lang blieb.
Daneben gründete Earl in den frühen 1980ern seine eigene Band The Broadcasters. 1983 brachte er sein erstes Soloalbum Smokin' heraus, dem 1984 They Call Me Mr. Earl folgte. 1987 verließ er Roomful of Blues und widmete sich seiner Solokarriere, bevor er im Jahr darauf die Broadcasters wieder belebte, mit Darrell Nulisch (Gesang), Jerry Portnoy (Mundharmonika), Steve Gomes (Bass) und Per Hanson (Schlagzeug). 1988 erschien das Album Soul Searchin, 1990 Peace of Mind und I Like It When It Rains (live), 1991 Surrounded by Love (mit Sugar Ray Norcia).
Anfang der 1990er überwand Earl seine Drogen- und Alkoholprobleme und formierte die Broadcasters neu: mit dem Organisten Bruce Katz, dem Bassisten Rod Carey und am Schlagzeug wie bisher Per Hanson. Der Stil wurde Jazz-lastiger. Es entstanden die Alben Still River (1993), Language of the Soul (1994), Blues Guitar Virtuoso Live in Europe (1995), Grateful Heart: Blues and Ballads (1996) und The Colour of Love (1997). 1997 gewann Earl einen Handy Award als bester Blues-Instrumentalist.
In dieser Zeit litt Earl an manischer Depression. Er löste die Band auf und machte eine Pause. 2000 nahm er mit dem Organisten Jimmy McGriff das Album Healing Time auf. 2001 folgte Ronnie Earl and Friends, 2003 I Feel Like Goin' On, 2004 Now My Soul und 2005 The Duke Meets the Earl mit dem Blues-Gitarristen Duke Robillard.
Nach der Veröffentlichung einer Best of Compilation im Jahr 2006 erschienen weitere Alben: 2007 Hope Radio, 2009 Living in the Light, 2010 Spread the Love, 2013 Just for Today, 2014 Good News, 2015 Father's Day, 2016 Maxwell Street und 2017 The Luckiest Man. Am 30. August 2019 kam auf Stony Plain Records das Studioalbum Beyond The Blue Door heraus.

## Belege
1. ↑  Steven Ovadia: Ronnie Earl and the Broadcasters Go ‘Beyond The Blue Door’, Rezension auf americanbluesscene.com vom 31. August 2019, abgerufen am 25. September 2019

| Personendaten    | Personendaten                     |
| ---------------- | --------------------------------- |
| NAME             | Earl, Ronnie                      |
| ALTERNATIVNAMEN  | Horvath, Ronald (wirklicher Name) |
| KURZBESCHREIBUNG | US-amerikanischer Blues-Gitarrist |
| GEBURTSDATUM     | 10. März 1953                     |
| GEBURTSORT       | New York City                     |